# بوب بيني
بوب بيني (بالإنجليزية: Bob Bennie)‏ (27 مارس 1900 باسكتلندا في المملكة المتحدة - 27 يوليو 1972) هو مدرب كرة قدم ولاعب كرة قدم بريطاني (وحمل سابقاً جنسية المملكة المتحدة لبريطانيا العظمى وأيرلندا) في مركز نصف الجناح. شارك مع منتخب اسكتلندا لكرة القدم. أما مع النوادي، فقد لعب مع هارت أوف ميدلوثيان ونادي أردريونيانز ونادي لانارك الثالث ورابطة كرة القدم الاسكتلندية الحادية عشر ‏.

## وصلات خارجية
- بوب بيني على موقع الاتحاد الإسكتلندي (الإنجليزية)